# Driedaagse Brugge-De Panne 2021
Driedaagse Brugge-De Panne 2021 – 45. edycja wyścigu kolarskiego Driedaagse Brugge-De Panne, która odbyła się 24 marca 2021 na liczącej blisko 204 kilometry trasie z Brugii do De Panne. Impreza kategorii 1.UWT była częścią UCI World Tour 2021.

## Uczestnicy

### Drużyny
| WorldTeams (17)- AG2R Citroën Team - Astana-Premier Tech - Bahrain Victorious - Bora-Hansgrohe - Cofidis - Deceuninck-Quick Step - Groupama-FDJ - Intermarché-Wanty-Gobert Matériaux - Israel Start-Up Nation - Jumbo-Visma - Lotto Soudal - Movistar Team - Team BikeExchange - Team DSM - Qhubeka Assos - Trek-Segafredo - UAE Team Emirates ProTeams (8)- Alpecin-Fenix - Arkéa-Samsic - B&B Hotels p/b KTM - Bingoal-WB - Sport Vlaanderen-Baloise - Total Direct Énergie - Uno-X Pro Cycling Team - Vini Zabù |
| |

### Lista startowa
| Deceuninck-Quick Step DQT | Deceuninck-Quick Step DQT | Deceuninck-Quick Step DQT |
| ------------------------- | ------------------------- | ------------------------- |
| Nr                        | Kolarz                    | Miejsce                   |
| 1                         | Sam Bennett (IRL)         | 1.                        |
| 2                         | Michael Mørkøv (DEN)      | 8.                        |
| 3                         | Tim Declercq (BEL)        | DNF                       |
| 4                         | Álvaro Hodeg (COL)        | 116.                      |
| 5                         | Stijn Steels (BEL)        | 135.                      |
| 6                         | Florian Sénéchal (FRA)    | 72.                       |
| 7                         | Bert Van Lerberghe (BEL)  | 28.                       |

| Alpecin-Fenix AFC | Alpecin-Fenix AFC      | Alpecin-Fenix AFC |
| ----------------- | ---------------------- | ----------------- |
| Nr                | Kolarz                 | Miejsce           |
| 11                | Jasper Philipsen (BEL) | 2.                |
| 12                | Jimmy Janssens (BEL)   | 153.              |
| 13                | Senne Leysen (BEL)     | 122.              |
| 14                | Lionel Taminiaux (BEL) | 49.               |
| 15                | Jonas Rickaert (BEL)   | 33.               |
| 16                | Oscar Riesebeek (NED)  | 129.              |
| 17                | Scott Thwaites (GBR)   | 128.              |

| Trek-Segafredo TFS | Trek-Segafredo TFS     | Trek-Segafredo TFS |
| ------------------ | ---------------------- | ------------------ |
| Nr                 | Kolarz                 | Miejsce            |
| 21                 | Edward Theuns (BEL)    | 35.                |
| 22                 | Koen de Kort (NED)     | 86.                |
| 23                 | Jakob Egholm (DEN)     | DNF                |
| 24                 | Kiel Reijnen (USA)     | 154.               |
| 25                 | Emīls Liepiņš (LAT)    | 52.                |
| 26                 | Matteo Moschetti (ITA) | 19.                |
| 27                 | Ryan Mullen (IRL)      | 82.                |

| Bahrain Victorious TBV | Bahrain Victorious TBV  | Bahrain Victorious TBV |
| ---------------------- | ----------------------- | ---------------------- |
| Nr                     | Kolarz                  | Miejsce                |
| 31                     | Sonny Colbrelli (ITA)   | 16.                    |
| 32                     | Marco Haller (AUT)      | 114.                   |
| 33                     | Feng Chun-kai (TPE)     | DNF                    |
| 34                     | Heinrich Haussler (AUS) | DNF                    |
| 35                     | Fred Wright (GBR)       | 146.                   |
| 36                     | Jonathan Milan (ITA)    | 103.                   |
| 37                     | Marcel Sieberg (GER)    | 83.                    |

| UAE Team Emirates UAD | UAE Team Emirates UAD      | UAE Team Emirates UAD |
| --------------------- | -------------------------- | --------------------- |
| Nr                    | Kolarz                     | Miejsce               |
| 41                    | Fernando Gaviria (COL)     | 14.                   |
| 42                    | Mikkel Bjerg (DEN)         | 34.                   |
| 43                    | Ryan Gibbons (RSA) (szosa) | 37.                   |
| 44                    | Vegard Stake Laengen (NOR) | 100.                  |
| 45                    | Marco Marcato (ITA)        | 144.                  |
| 46                    | Rui Oliveira (POR)         | 158.                  |
| 47                    | Maximiliano Richeze (ARG)  | 98.                   |

| AG2R Citroën Team ACT | AG2R Citroën Team ACT | AG2R Citroën Team ACT |
| --------------------- | --------------------- | --------------------- |
| Nr                    | Kolarz                | Miejsce               |
| 51                    | Julien Duval (FRA)    | 47.                   |
| 52                    | Alexis Gougeard (FRA) | 134.                  |
| 53                    | Anthony Jullien (FRA) | 38.                   |
| 54                    | Lawrence Naesen (BEL) | 25.                   |
| 55                    | Marc Sarreau (FRA)    | 43.                   |
| 56                    | Damien Touzé (FRA)    | 68.                   |
| 57                    | Gijs Van Hoecke (BEL) | 20.                   |

| Bora-Hansgrohe BOH | Bora-Hansgrohe BOH        | Bora-Hansgrohe BOH |
| ------------------ | ------------------------- | ------------------ |
| Nr                 | Kolarz                    | Miejsce            |
| 61                 | Pascal Ackermann (GER)    | 3.                 |
| 62                 | Patrick Gamper (AUT)      | 137.               |
| 63                 | Martin Laas (EST)         | 30.                |
| 64                 | Lukas Pöstlberger (AUT)   | 152.               |
| 65                 | Juraj Sagan (SVK) (szosa) | 41.                |
| 66                 | Michael Schwarzmann (GER) | 87.                |
| 67                 | Rüdiger Selig (GER)       | 55.                |

| Israel Start-Up Nation ISN | Israel Start-Up Nation ISN  | Israel Start-Up Nation ISN |
| -------------------------- | --------------------------- | -------------------------- |
| Nr                         | Kolarz                      | Miejsce                    |
| 71                         | André Greipel (GER)         | 115.                       |
| 72                         | Rick Zabel (GER)            | 23.                        |
| 73                         | Jenthe Biermans (BEL)       | 59.                        |
| 74                         | Alexis Renard (FRA)         | 73.                        |
| 75                         | Hugo Hofstetter (FRA)       | 6.                         |
| 76                         | Norman Vahtra (EST) (szosa) | 69.                        |
| 77                         | Tom Van Asbroeck (BEL)      | 48.                        |

| Astana-Premier Tech APT | Astana-Premier Tech APT  | Astana-Premier Tech APT |
| ----------------------- | ------------------------ | ----------------------- |
| Nr                      | Kolarz                   | Miejsce                 |
| 81                      | Dmitrij Gruzdiew (KAZ)   | 121.                    |
| 82                      | Jewgienij Gidicz (KAZ)   | 22.                     |
| 83                      | Jewgienij Fiodorow (KAZ) | 44.                     |
| 84                      | Hugo Houle (CAN)         | DNS                     |
| 85                      | Davide Martinelli (ITA)  | 88.                     |
| 86                      | Benjamin Perry (CAN)     | 60.                     |
| 87                      | Artiom Zacharow (KAZ)    | 36.                     |

| Jumbo-Visma TJV | Jumbo-Visma TJV            | Jumbo-Visma TJV |
| --------------- | -------------------------- | --------------- |
| Nr              | Kolarz                     | Miejsce         |
| 91              | David Dekker (NED)         | 27.             |
| 92              | Pascal Eenkhoorn (NED)     | 147.            |
| 93              | Olav Kooij (NED)           | 74.             |
| 94              | Christoph Pfingsten (GER)  | 99.             |
| 95              | Jos van Emden (NED)        | 113.            |
| 96              | Nathan Van Hooydonck (BEL) | 119.            |
| 97              | Maarten Wynants (BEL)      | 120.            |

| Lotto-Soudal LTS | Lotto-Soudal LTS         | Lotto-Soudal LTS |
| ---------------- | ------------------------ | ---------------- |
| Nr               | Kolarz                   | Miejsce          |
| 101              | Sébastien Grignard (BEL) | 110.             |
| 102              | Stefano Oldani (ITA)     | 65.              |
| 103              | Harry Sweeny (AUS)       | DNS              |
| 104              | Gerben Thijssen (BEL)    | 155.             |
| 105              | Tosh Van der Sande (BEL) | 78.              |
| 106              | Brent Van Moer (BEL)     | 109.             |
| 107              | Florian Vermeersch (BEL) | 15.              |

| Intermarché-Wanty-Gobert Matériaux IWG | Intermarché-Wanty-Gobert Matériaux IWG | Intermarché-Wanty-Gobert Matériaux IWG |
| -------------------------------------- | -------------------------------------- | -------------------------------------- |
| Nr                                     | Kolarz                                 | Miejsce                                |
| 111                                    | Ludwig De Winter (BEL)                 | 89.                                    |
| 112                                    | Jasper De Plus (BEL)                   | DNF                                    |
| 113                                    | Danny van Poppel (NED)                 | 63.                                    |
| 114                                    | Kévin Van Melsen (BEL)                 | 96.                                    |
| 115                                    | Boy van Poppel (NED)                   | 75.                                    |
| 116                                    | Riccardo Minali (ITA)                  | 79.                                    |
| 117                                    | Pieter Vanspeybrouck (BEL)             | 107.                                   |

| Cofidis COF | Cofidis COF             | Cofidis COF |
| ----------- | ----------------------- | ----------- |
| Nr          | Kolarz                  | Miejsce     |
| 121         | Elia Viviani (ITA)      | 9.          |
| 122         | Tom Bohli (SUI)         | 101.        |
| 123         | Simone Consonni (ITA)   | 40.         |
| 124         | Piet Allegaert (BEL)    | 106.        |
| 125         | Kenneth Vanbilsen (BEL) | 77.         |
| 126         | Fabio Sabatini (ITA)    | 76.         |
| 127         | Szymon Sajnok (POL)     | 130.        |

| Team DSM DSM | Team DSM DSM             | Team DSM DSM |
| ------------ | ------------------------ | ------------ |
| Nr           | Kolarz                   | Miejsce      |
| 131          | Cees Bol (NED)           | 7.           |
| 132          | Joris Nieuwenhuis (NED)  | 142.         |
| 133          | Alberto Dainese (ITA)    | 64.          |
| 134          | Nico Denz (GER)          | 151.         |
| 135          | Niklas Märkl (GER)       | 45.          |
| 136          | Martin Salmon (GER)      | 157.         |
| 137          | Andreas Leknessund (NOR) | 132.         |

| Groupama-FDJ GFC | Groupama-FDJ GFC            | Groupama-FDJ GFC |
| ---------------- | --------------------------- | ---------------- |
| Nr               | Kolarz                      | Miejsce          |
| 141              | Arnaud Démare (FRA) (szosa) | 29.              |
| 142              | Jake Stewart (GBR)          | 145.             |
| 143              | Alexys Brunel (FRA)         | DNF              |
| 144              | Olivier Le Gac (FRA)        | 143.             |
| 145              | Fabian Lienhard (SUI)       | 108.             |
| 146              | Jacopo Guarnieri (ITA)      | 70.              |
| 147              | Ramon Sinkeldam (NED)       | 71.              |

| BikeExchange BEX | BikeExchange BEX          | BikeExchange BEX |
| ---------------- | ------------------------- | ---------------- |
| Nr               | Kolarz                    | Miejsce          |
| 151              | Alexander Konychev (ITA)  | 24.              |
| 152              | Alexander Edmondson (AUS) | 102.             |
| 155              | Jack Bauer (NZL)          | 51.              |
| 156              | Luka Mezgec (SLO)         | 32.              |
| 157              | Barnabás Peák (HUN)       | 94.              |

| Movistar Team MOV | Movistar Team MOV      | Movistar Team MOV |
| ----------------- | ---------------------- | ----------------- |
| Nr                | Kolarz                 | Miejsce           |
| 161               | Gonzalo Serrano (ESP)  | 53.               |
| 162               | Imanol Erviti (ESP)    | 62.               |
| 163               | Gabriel Cullaigh (GBR) | 39.               |
| 164               | Juri Hollmann (GER)    | 61.               |
| 165               | Johan Jacobs (SUI)     | 67.               |
| 166               | Lluís Mas (ESP)        | 46.               |
| 167               | Sebastián Mora (ESP)   | DNF               |

| Qhubeka Assos TQA | Qhubeka Assos TQA             | Qhubeka Assos TQA |
| ----------------- | ----------------------------- | ----------------- |
| Nr                | Kolarz                        | Miejsce           |
| 171               | Giacomo Nizzolo (ITA) (szosa) | 4.                |
| 172               | Bert-Jan Lindeman (NED)       | 92.               |
| 173               | Lasse Norman Leth (DEN)       | 112.              |
| 174               | Matteo Pelucchi (ITA)         | 93.               |
| 175               | Andreas Stokbro (DEN)         | 111.              |
| 176               | Max Walscheid (GER)           | 26.               |
| 177               | Łukasz Wiśniowski (POL)       | 123.              |

| Arkéa-Samsic ARK | Arkéa-Samsic ARK        | Arkéa-Samsic ARK |
| ---------------- | ----------------------- | ---------------- |
| Nr               | Kolarz                  | Miejsce          |
| 181              | Nacer Bouhanni (FRA)    | DNF              |
| 182              | Daniel McLay (GBR)      | 17.              |
| 183              | Benjamin Declercq (BEL) | 81.              |
| 184              | Donavan Grondin (FRA)   | 57.              |
| 185              | Christophe Noppe (BEL)  | 127.             |
| 186              | Connor Swift (GBR)      | 66.              |
| 187              | Clément Russo (FRA)     | 11.              |

| Total Direct Énergie TDE | Total Direct Énergie TDE   | Total Direct Énergie TDE |
| ------------------------ | -------------------------- | ------------------------ |
| Nr                       | Kolarz                     | Miejsce                  |
| 191                      | Edvald Boasson Hagen (NOR) | 125.                     |
| 192                      | Damien Gaudin (FRA)        | 141.                     |
| 193                      | Geoffrey Soupe (FRA)       | 156.                     |
| 194                      | Florian Maitre (FRA)       | 133.                     |
| 195                      | Adrien Petit (FRA)         | 150.                     |
| 196                      | Dries Van Gestel (BEL)     | 50.                      |
| 197                      | Lorrenzo Manzin (FRA)      | 12.                      |

| Sport Vlaanderen-Baloise SVB | Sport Vlaanderen-Baloise SVB | Sport Vlaanderen-Baloise SVB |
| ---------------------------- | ---------------------------- | ---------------------------- |
| Nr                           | Kolarz                       | Miejsce                      |
| 201                          | Robbe Ghys (BEL)             | 136.                         |
| 202                          | Arne Marit (BEL)             | 21.                          |
| 203                          | Jens Reynders (BEL)          | 58.                          |
| 204                          | Fabio Van den Bossche (BEL)  | 139.                         |
| 205                          | Ruben Apers (BEL)            | 84.                          |
| 206                          | Jordi Warlop (BEL)           | 31.                          |
| 207                          | Sasha Weemaes (BEL)          | 104.                         |

| Bingoal-WB BWB | Bingoal-WB BWB                      | Bingoal-WB BWB |
| -------------- | ----------------------------------- | -------------- |
| Nr             | Kolarz                              | Miejsce        |
| 211            | Timothy Dupont (BEL)                | 5.             |
| 212            | Stanisław Aniołkowski (POL) (szosa) | 10.            |
| 213            | Laurenz Rex (BEL)                   | 95.            |
| 214            | Ludovic Robeet (BEL)                | 149.           |
| 215            | Joël Suter (SUI)                    | 138.           |
| 216            | Jonas Castrique (BEL)               | 97.            |
| 217            | Sean De Bie (BEL)                   | DNF            |

| B&B Hotels p/b KTM BBK | B&B Hotels p/b KTM BBK | B&B Hotels p/b KTM BBK |
| ---------------------- | ---------------------- | ---------------------- |
| Nr                     | Kolarz                 | Miejsce                |
| 221                    | Jens Debusschere (BEL) | 56.                    |
| 222                    | Nicola Bagioli (ITA)   | 117.                   |
| 223                    | Bert De Backer (BEL)   | 118.                   |
| 224                    | Bryan Coquard (FRA)    | 140.                   |
| 225                    | Jérémy Lecroq (FRA)    | 13.                    |
| 226                    | Julien Morice (FRA)    | 131.                   |
| 227                    | Luca Mozzato (ITA)     | 148.                   |

| Uno-X Pro Cycling Team UXT | Uno-X Pro Cycling Team UXT  | Uno-X Pro Cycling Team UXT |
| -------------------------- | --------------------------- | -------------------------- |
| Nr                         | Kolarz                      | Miejsce                    |
| 231                        | Kristoffer Halvorsen (NOR)  | 18.                        |
| 232                        | Frederik Madsen (DEN)       | DNF                        |
| 233                        | Niklas Larsen (DEN)         | DNS                        |
| 234                        | Erik Nordsæter Resell (NOR) | 91.                        |
| 235                        | Anders Skaarseth (NOR)      | DNF                        |
| 236                        | Rasmus Tiller (NOR)         | 90.                        |
| 237                        | Syver Wærsted (NOR)         | 124.                       |

| Vini Zabù THR | Vini Zabù THR            | Vini Zabù THR |
| ------------- | ------------------------ | ------------- |
| Nr            | Kolarz                   | Miejsce       |
| 241           | Andrea Di Renzo (ITA)    | 126.          |
| 242           | Roberto González (PAN)   | 54.           |
| 243           | Joab Schneiter (SUI)     | 105.          |
| 244           | Leonardo Tortomasi (ITA) | 85.           |
| 245           | Jan Petelin (LUX)        | 42.           |
| 246           | Wout van Elzakker (NED)  | DNF           |
| 247           | Etienne van Empel (NED)  | 80.           |

| Deceuninck-Quick Step DQT | Deceuninck-Quick Step DQT | Deceuninck-Quick Step DQT |
| ------------------------- | ------------------------- | ------------------------- |
| Nr                        | Kolarz                    | Miejsce                   |
| 1                         | Sam Bennett (IRL)         | 1.                        |
| 2                         | Michael Mørkøv (DEN)      | 8.                        |
| 3                         | Tim Declercq (BEL)        | DNF                       |
| 4                         | Álvaro Hodeg (COL)        | 116.                      |
| 5                         | Stijn Steels (BEL)        | 135.                      |
| 6                         | Florian Sénéchal (FRA)    | 72.                       |
| 7                         | Bert Van Lerberghe (BEL)  | 28.                       |

| Alpecin-Fenix AFC | Alpecin-Fenix AFC      | Alpecin-Fenix AFC |
| ----------------- | ---------------------- | ----------------- |
| Nr                | Kolarz                 | Miejsce           |
| 11                | Jasper Philipsen (BEL) | 2.                |
| 12                | Jimmy Janssens (BEL)   | 153.              |
| 13                | Senne Leysen (BEL)     | 122.              |
| 14                | Lionel Taminiaux (BEL) | 49.               |
| 15                | Jonas Rickaert (BEL)   | 33.               |
| 16                | Oscar Riesebeek (NED)  | 129.              |
| 17                | Scott Thwaites (GBR)   | 128.              |

| Trek-Segafredo TFS | Trek-Segafredo TFS     | Trek-Segafredo TFS |
| ------------------ | ---------------------- | ------------------ |
| Nr                 | Kolarz                 | Miejsce            |
| 21                 | Edward Theuns (BEL)    | 35.                |
| 22                 | Koen de Kort (NED)     | 86.                |
| 23                 | Jakob Egholm (DEN)     | DNF                |
| 24                 | Kiel Reijnen (USA)     | 154.               |
| 25                 | Emīls Liepiņš (LAT)    | 52.                |
| 26                 | Matteo Moschetti (ITA) | 19.                |
| 27                 | Ryan Mullen (IRL)      | 82.                |

| Bahrain Victorious TBV | Bahrain Victorious TBV  | Bahrain Victorious TBV |
| ---------------------- | ----------------------- | ---------------------- |
| Nr                     | Kolarz                  | Miejsce                |
| 31                     | Sonny Colbrelli (ITA)   | 16.                    |
| 32                     | Marco Haller (AUT)      | 114.                   |
| 33                     | Feng Chun-kai (TPE)     | DNF                    |
| 34                     | Heinrich Haussler (AUS) | DNF                    |
| 35                     | Fred Wright (GBR)       | 146.                   |
| 36                     | Jonathan Milan (ITA)    | 103.                   |
| 37                     | Marcel Sieberg (GER)    | 83.                    |

| UAE Team Emirates UAD | UAE Team Emirates UAD      | UAE Team Emirates UAD |
| --------------------- | -------------------------- | --------------------- |
| Nr                    | Kolarz                     | Miejsce               |
| 41                    | Fernando Gaviria (COL)     | 14.                   |
| 42                    | Mikkel Bjerg (DEN)         | 34.                   |
| 43                    | Ryan Gibbons (RSA) (szosa) | 37.                   |
| 44                    | Vegard Stake Laengen (NOR) | 100.                  |
| 45                    | Marco Marcato (ITA)        | 144.                  |
| 46                    | Rui Oliveira (POR)         | 158.                  |
| 47                    | Maximiliano Richeze (ARG)  | 98.                   |

| AG2R Citroën Team ACT | AG2R Citroën Team ACT | AG2R Citroën Team ACT |
| --------------------- | --------------------- | --------------------- |
| Nr                    | Kolarz                | Miejsce               |
| 51                    | Julien Duval (FRA)    | 47.                   |
| 52                    | Alexis Gougeard (FRA) | 134.                  |
| 53                    | Anthony Jullien (FRA) | 38.                   |
| 54                    | Lawrence Naesen (BEL) | 25.                   |
| 55                    | Marc Sarreau (FRA)    | 43.                   |
| 56                    | Damien Touzé (FRA)    | 68.                   |
| 57                    | Gijs Van Hoecke (BEL) | 20.                   |

| Bora-Hansgrohe BOH | Bora-Hansgrohe BOH        | Bora-Hansgrohe BOH |
| ------------------ | ------------------------- | ------------------ |
| Nr                 | Kolarz                    | Miejsce            |
| 61                 | Pascal Ackermann (GER)    | 3.                 |
| 62                 | Patrick Gamper (AUT)      | 137.               |
| 63                 | Martin Laas (EST)         | 30.                |
| 64                 | Lukas Pöstlberger (AUT)   | 152.               |
| 65                 | Juraj Sagan (SVK) (szosa) | 41.                |
| 66                 | Michael Schwarzmann (GER) | 87.                |
| 67                 | Rüdiger Selig (GER)       | 55.                |

| Israel Start-Up Nation ISN | Israel Start-Up Nation ISN  | Israel Start-Up Nation ISN |
| -------------------------- | --------------------------- | -------------------------- |
| Nr                         | Kolarz                      | Miejsce                    |
| 71                         | André Greipel (GER)         | 115.                       |
| 72                         | Rick Zabel (GER)            | 23.                        |
| 73                         | Jenthe Biermans (BEL)       | 59.                        |
| 74                         | Alexis Renard (FRA)         | 73.                        |
| 75                         | Hugo Hofstetter (FRA)       | 6.                         |
| 76                         | Norman Vahtra (EST) (szosa) | 69.                        |
| 77                         | Tom Van Asbroeck (BEL)      | 48.                        |

| Astana-Premier Tech APT | Astana-Premier Tech APT  | Astana-Premier Tech APT |
| ----------------------- | ------------------------ | ----------------------- |
| Nr                      | Kolarz                   | Miejsce                 |
| 81                      | Dmitrij Gruzdiew (KAZ)   | 121.                    |
| 82                      | Jewgienij Gidicz (KAZ)   | 22.                     |
| 83                      | Jewgienij Fiodorow (KAZ) | 44.                     |
| 84                      | Hugo Houle (CAN)         | DNS                     |
| 85                      | Davide Martinelli (ITA)  | 88.                     |
| 86                      | Benjamin Perry (CAN)     | 60.                     |
| 87                      | Artiom Zacharow (KAZ)    | 36.                     |

| Jumbo-Visma TJV | Jumbo-Visma TJV            | Jumbo-Visma TJV |
| --------------- | -------------------------- | --------------- |
| Nr              | Kolarz                     | Miejsce         |
| 91              | David Dekker (NED)         | 27.             |
| 92              | Pascal Eenkhoorn (NED)     | 147.            |
| 93              | Olav Kooij (NED)           | 74.             |
| 94              | Christoph Pfingsten (GER)  | 99.             |
| 95              | Jos van Emden (NED)        | 113.            |
| 96              | Nathan Van Hooydonck (BEL) | 119.            |
| 97              | Maarten Wynants (BEL)      | 120.            |

| Lotto-Soudal LTS | Lotto-Soudal LTS         | Lotto-Soudal LTS |
| ---------------- | ------------------------ | ---------------- |
| Nr               | Kolarz                   | Miejsce          |
| 101              | Sébastien Grignard (BEL) | 110.             |
| 102              | Stefano Oldani (ITA)     | 65.              |
| 103              | Harry Sweeny (AUS)       | DNS              |
| 104              | Gerben Thijssen (BEL)    | 155.             |
| 105              | Tosh Van der Sande (BEL) | 78.              |
| 106              | Brent Van Moer (BEL)     | 109.             |
| 107              | Florian Vermeersch (BEL) | 15.              |

| Intermarché-Wanty-Gobert Matériaux IWG | Intermarché-Wanty-Gobert Matériaux IWG | Intermarché-Wanty-Gobert Matériaux IWG |
| -------------------------------------- | -------------------------------------- | -------------------------------------- |
| Nr                                     | Kolarz                                 | Miejsce                                |
| 111                                    | Ludwig De Winter (BEL)                 | 89.                                    |
| 112                                    | Jasper De Plus (BEL)                   | DNF                                    |
| 113                                    | Danny van Poppel (NED)                 | 63.                                    |
| 114                                    | Kévin Van Melsen (BEL)                 | 96.                                    |
| 115                                    | Boy van Poppel (NED)                   | 75.                                    |
| 116                                    | Riccardo Minali (ITA)                  | 79.                                    |
| 117                                    | Pieter Vanspeybrouck (BEL)             | 107.                                   |

| Cofidis COF | Cofidis COF             | Cofidis COF |
| ----------- | ----------------------- | ----------- |
| Nr          | Kolarz                  | Miejsce     |
| 121         | Elia Viviani (ITA)      | 9.          |
| 122         | Tom Bohli (SUI)         | 101.        |
| 123         | Simone Consonni (ITA)   | 40.         |
| 124         | Piet Allegaert (BEL)    | 106.        |
| 125         | Kenneth Vanbilsen (BEL) | 77.         |
| 126         | Fabio Sabatini (ITA)    | 76.         |
| 127         | Szymon Sajnok (POL)     | 130.        |

| Team DSM DSM | Team DSM DSM             | Team DSM DSM |
| ------------ | ------------------------ | ------------ |
| Nr           | Kolarz                   | Miejsce      |
| 131          | Cees Bol (NED)           | 7.           |
| 132          | Joris Nieuwenhuis (NED)  | 142.         |
| 133          | Alberto Dainese (ITA)    | 64.          |
| 134          | Nico Denz (GER)          | 151.         |
| 135          | Niklas Märkl (GER)       | 45.          |
| 136          | Martin Salmon (GER)      | 157.         |
| 137          | Andreas Leknessund (NOR) | 132.         |

| Groupama-FDJ GFC | Groupama-FDJ GFC            | Groupama-FDJ GFC |
| ---------------- | --------------------------- | ---------------- |
| Nr               | Kolarz                      | Miejsce          |
| 141              | Arnaud Démare (FRA) (szosa) | 29.              |
| 142              | Jake Stewart (GBR)          | 145.             |
| 143              | Alexys Brunel (FRA)         | DNF              |
| 144              | Olivier Le Gac (FRA)        | 143.             |
| 145              | Fabian Lienhard (SUI)       | 108.             |
| 146              | Jacopo Guarnieri (ITA)      | 70.              |
| 147              | Ramon Sinkeldam (NED)       | 71.              |

| BikeExchange BEX | BikeExchange BEX          | BikeExchange BEX |
| ---------------- | ------------------------- | ---------------- |
| Nr               | Kolarz                    | Miejsce          |
| 151              | Alexander Konychev (ITA)  | 24.              |
| 152              | Alexander Edmondson (AUS) | 102.             |
| 155              | Jack Bauer (NZL)          | 51.              |
| 156              | Luka Mezgec (SLO)         | 32.              |
| 157              | Barnabás Peák (HUN)       | 94.              |

| Movistar Team MOV | Movistar Team MOV      | Movistar Team MOV |
| ----------------- | ---------------------- | ----------------- |
| Nr                | Kolarz                 | Miejsce           |
| 161               | Gonzalo Serrano (ESP)  | 53.               |
| 162               | Imanol Erviti (ESP)    | 62.               |
| 163               | Gabriel Cullaigh (GBR) | 39.               |
| 164               | Juri Hollmann (GER)    | 61.               |
| 165               | Johan Jacobs (SUI)     | 67.               |
| 166               | Lluís Mas (ESP)        | 46.               |
| 167               | Sebastián Mora (ESP)   | DNF               |

| Qhubeka Assos TQA | Qhubeka Assos TQA             | Qhubeka Assos TQA |
| ----------------- | ----------------------------- | ----------------- |
| Nr                | Kolarz                        | Miejsce           |
| 171               | Giacomo Nizzolo (ITA) (szosa) | 4.                |
| 172               | Bert-Jan Lindeman (NED)       | 92.               |
| 173               | Lasse Norman Leth (DEN)       | 112.              |
| 174               | Matteo Pelucchi (ITA)         | 93.               |
| 175               | Andreas Stokbro (DEN)         | 111.              |
| 176               | Max Walscheid (GER)           | 26.               |
| 177               | Łukasz Wiśniowski (POL)       | 123.              |

| Arkéa-Samsic ARK | Arkéa-Samsic ARK        | Arkéa-Samsic ARK |
| ---------------- | ----------------------- | ---------------- |
| Nr               | Kolarz                  | Miejsce          |
| 181              | Nacer Bouhanni (FRA)    | DNF              |
| 182              | Daniel McLay (GBR)      | 17.              |
| 183              | Benjamin Declercq (BEL) | 81.              |
| 184              | Donavan Grondin (FRA)   | 57.              |
| 185              | Christophe Noppe (BEL)  | 127.             |
| 186              | Connor Swift (GBR)      | 66.              |
| 187              | Clément Russo (FRA)     | 11.              |

| Total Direct Énergie TDE | Total Direct Énergie TDE   | Total Direct Énergie TDE |
| ------------------------ | -------------------------- | ------------------------ |
| Nr                       | Kolarz                     | Miejsce                  |
| 191                      | Edvald Boasson Hagen (NOR) | 125.                     |
| 192                      | Damien Gaudin (FRA)        | 141.                     |
| 193                      | Geoffrey Soupe (FRA)       | 156.                     |
| 194                      | Florian Maitre (FRA)       | 133.                     |
| 195                      | Adrien Petit (FRA)         | 150.                     |
| 196                      | Dries Van Gestel (BEL)     | 50.                      |
| 197                      | Lorrenzo Manzin (FRA)      | 12.                      |

| Sport Vlaanderen-Baloise SVB | Sport Vlaanderen-Baloise SVB | Sport Vlaanderen-Baloise SVB |
| ---------------------------- | ---------------------------- | ---------------------------- |
| Nr                           | Kolarz                       | Miejsce                      |
| 201                          | Robbe Ghys (BEL)             | 136.                         |
| 202                          | Arne Marit (BEL)             | 21.                          |
| 203                          | Jens Reynders (BEL)          | 58.                          |
| 204                          | Fabio Van den Bossche (BEL)  | 139.                         |
| 205                          | Ruben Apers (BEL)            | 84.                          |
| 206                          | Jordi Warlop (BEL)           | 31.                          |
| 207                          | Sasha Weemaes (BEL)          | 104.                         |

| Bingoal-WB BWB | Bingoal-WB BWB                      | Bingoal-WB BWB |
| -------------- | ----------------------------------- | -------------- |
| Nr             | Kolarz                              | Miejsce        |
| 211            | Timothy Dupont (BEL)                | 5.             |
| 212            | Stanisław Aniołkowski (POL) (szosa) | 10.            |
| 213            | Laurenz Rex (BEL)                   | 95.            |
| 214            | Ludovic Robeet (BEL)                | 149.           |
| 215            | Joël Suter (SUI)                    | 138.           |
| 216            | Jonas Castrique (BEL)               | 97.            |
| 217            | Sean De Bie (BEL)                   | DNF            |

| B&B Hotels p/b KTM BBK | B&B Hotels p/b KTM BBK | B&B Hotels p/b KTM BBK |
| ---------------------- | ---------------------- | ---------------------- |
| Nr                     | Kolarz                 | Miejsce                |
| 221                    | Jens Debusschere (BEL) | 56.                    |
| 222                    | Nicola Bagioli (ITA)   | 117.                   |
| 223                    | Bert De Backer (BEL)   | 118.                   |
| 224                    | Bryan Coquard (FRA)    | 140.                   |
| 225                    | Jérémy Lecroq (FRA)    | 13.                    |
| 226                    | Julien Morice (FRA)    | 131.                   |
| 227                    | Luca Mozzato (ITA)     | 148.                   |

| Uno-X Pro Cycling Team UXT | Uno-X Pro Cycling Team UXT  | Uno-X Pro Cycling Team UXT |
| -------------------------- | --------------------------- | -------------------------- |
| Nr                         | Kolarz                      | Miejsce                    |
| 231                        | Kristoffer Halvorsen (NOR)  | 18.                        |
| 232                        | Frederik Madsen (DEN)       | DNF                        |
| 233                        | Niklas Larsen (DEN)         | DNS                        |
| 234                        | Erik Nordsæter Resell (NOR) | 91.                        |
| 235                        | Anders Skaarseth (NOR)      | DNF                        |
| 236                        | Rasmus Tiller (NOR)         | 90.                        |
| 237                        | Syver Wærsted (NOR)         | 124.                       |

| Vini Zabù THR | Vini Zabù THR            | Vini Zabù THR |
| ------------- | ------------------------ | ------------- |
| Nr            | Kolarz                   | Miejsce       |
| 241           | Andrea Di Renzo (ITA)    | 126.          |
| 242           | Roberto González (PAN)   | 54.           |
| 243           | Joab Schneiter (SUI)     | 105.          |
| 244           | Leonardo Tortomasi (ITA) | 85.           |
| 245           | Jan Petelin (LUX)        | 42.           |
| 246           | Wout van Elzakker (NED)  | DNF           |
| 247           | Etienne van Empel (NED)  | 80.           |

Legenda: DNF – nie ukończył, OTL – przekroczył limit czasu, DNS – nie wystartował, DSQ – zdyskwalifikowany.

## Klasyfikacja generalna
| \| Klasyfikacja generalna \| Klasyfikacja generalna \| Klasyfikacja generalna \| Klasyfikacja generalna \| Klasyfikacja generalna \| \| Kolarz \| Kolarz \| Państwo \| Drużyna \| Czas \| \| ---------------------- \| ---------------------- \| ---------------------- \| ---------------------- \| ---------------------- \| \| 1. \| Sam Bennett \| Irlandia \| Deceuninck-Quick Step \| 4h 27' 40" \| \| 2. \| Jasper Philipsen \| Belgia \| Alpecin-Fenix \| + 0" \| \| 3. \| Pascal Ackermann \| Niemcy \| Bora-Hansgrohe \| + 0" \| \| 4. \| Giacomo Nizzolo \| Włochy \| Qhubeka Assos \| + 0" \| \| 5. \| Timothy Dupont \| Belgia \| Bingoal-WB \| + 0" \| \| 6. \| Hugo Hofstetter \| Francja \| Israel Start-Up Nation \| + 0" \| \| 7. \| Cees Bol \| Holandia \| Team DSM \| + 0" \| \| 8. \| Michael Mørkøv \| Dania \| Deceuninck-Quick Step \| + 0" \| \| 9. \| Elia Viviani \| Włochy \| Cofidis \| + 0" \| \| 10. \| Stanisław Aniołkowski \| Polska \| Bingoal-WB \| + 0" \| |                       |          |                        |            |
| |                       |          |                        |            |
| Źródło: ProCyclingStats |                       |          |                        |            |
| Klasyfikacja generalna |                       |          |                        |            |
| Kolarz | Kolarz                | Państwo  | Drużyna                | Czas       |
| 1. | Sam Bennett           | Irlandia | Deceuninck-Quick Step  | 4h 27' 40" |
| 2. | Jasper Philipsen      | Belgia   | Alpecin-Fenix          | + 0"       |
| 3. | Pascal Ackermann      | Niemcy   | Bora-Hansgrohe         | + 0"       |
| 4. | Giacomo Nizzolo       | Włochy   | Qhubeka Assos          | + 0"       |
| 5. | Timothy Dupont        | Belgia   | Bingoal-WB             | + 0"       |
| 6. | Hugo Hofstetter       | Francja  | Israel Start-Up Nation | + 0"       |
| 7. | Cees Bol              | Holandia | Team DSM               | + 0"       |
| 8. | Michael Mørkøv        | Dania    | Deceuninck-Quick Step  | + 0"       |
| 9. | Elia Viviani          | Włochy   | Cofidis                | + 0"       |
| 10. | Stanisław Aniołkowski | Polska   | Bingoal-WB             | + 0"       |